# لیانگ ونگن
لیانگ ونگن (انگلیسی: Liang Wengen؛ زادهٔ ۱۹۵۶) سیاست‌مدار، کارآفرین، سرمایه‌دار و مدیر ارشد اجرایی چینی است، که اکنون به‌عنوان رئیس هیئت مدیره شرکت صنایع سنگین سانی فعالیت می‌کند. وی این شرکت را در سال ۱۹۸۹ تأسیس کرد. ونگن هم‌اکنون (۲۰۱۵) با دارایی خالص ۴٫۹ میلیارد دلار در رتبه ۲۲ از ثروتمندترین افراد چین و ۳۱۸ از فهرست ثروتمندترین افراد جهان قرار دارد.